# 大国公園
大国公園（だいこくこうえん）は、兵庫県神戸市長田区に存在する都市公園である。

## 概要
JR西日本鷹取駅から東に200メートルの位置に存在する、菱形の公園である。地元の歴史に関するモニュメントが設置されている。神戸市長田区では1999年より、阪神・淡路大震災で被害を受けた街の復興をたどるという「こうべふれあいウォーク」というイベントが実施されており、大国公園もコースに含まれている。

## 歴史
かつてのこの公園のあった地は、二子池という池であった。その池が大正時代に埋め立てられ、證誠神社の御旅所として使用されることとなった。1934年、兵庫県指令に基づいた證誠神社としての登記が完了した。同時期に地元有志により出雲大社の大神が勧請され、地元の守護神として大国神社と称されることとなった。
1967年、證誠神社が火災になり御社殿が全焼した。これの再建のための費用は篤志家による寄贈のみでは賄えないため、財源を得るためこの證誠神社の御旅所は売却されることとなった。地元民は神戸市と交渉を重ねた結果、1970年に神戸市に公園として買い上げられ、大国神社の御神殿は證誠神社の境内地として遷座され、変更登記がされた。翌年には公園への工事が着工され公園となった。公園は大国神社の名前から大国公園と名付けられた。
1995年の阪神・淡路大震災による火災は、この公園で止まっていた。これを調査した学会によれば、この公園の水分を含んだ樹木が水の壁になったことに加えて、オープンスペースが延焼を食い止めたからとのこと。
妹尾河童の小説「少年H」に出てくる三角公園というのは、この公園のことである。